# Delano (Minnesota)
Delano és una població dels Estats Units a l'estat de Minnesota. Segons el cens del 2000 tenia 3.837 habitants.

## Demografia
Segons el cens del 2000, Delano tenia 3.836 habitants, 1.368 habitatges, i 986 famílies. La densitat de població era de 576,4 habitants per km².
Dels 1.368 habitatges en un 45,4% hi vivien nens de menys de 18 anys, en un 60,5% hi vivien parelles casades, en un 8,3% dones solteres, i en un 27,9% no eren unitats familiars. En el 22,9% dels habitatges hi vivien persones soles el 8% de les quals corresponia a persones de 65 anys o més que vivien soles. El nombre mitjà de persones vivint en cada habitatge era de 2,8 i el nombre mitjà de persones que vivien en cada família era de 3,37.
Per edats la població es repartia de la següent manera: un 33,5% tenia menys de 18 anys, un 6,8% entre 18 i 24, un 35,4% entre 25 i 44, un 17,1% de 45 a 60 i un 7,1% 65 anys o més.
L'edat mediana era de 31 anys. Per cada 100 dones de 18 o més anys hi havia 94,7 homes.
La renda mediana per habitatge era de 52.917 $ i la renda mediana per família de 63.011 $. Els homes tenien una renda mediana de 40.902 $ mentre que les dones 30.562 $. La renda per capita de la població era de 21.538 $. Entorn de l'1,1% de les famílies i el 2,7% de la població estaven per davall del llindar de pobresa.

## Poblacions més properes
El següent diagrama mostra les poblacions més properes.